# Jean-Yves Le Déroff
Jean-Yves Le Déroff (* 15. September 1957 in Inezgane, Marokko) ist ein ehemaliger französischer Segler.

## Erfolge
Jean-Yves Le Déroff nahm in der Bootsklasse Tornado an den Olympischen Spielen 1988 in Seoul teil, bei denen er die Regatta mit Nicolas Hénard mit deutlichem Vorsprung gewann. In den ersten fünf von insgesamt sieben Wettfahrten belegten sie dreimal den ersten und zweimal den zweiten Platz, in der sechsten Wettfahrt wurden sie Fünfte. Damit waren sie bereits vorzeitig Olympiasieger vor dem neuseeländischen und dem brasilianischen Boot und verzichteten im abschließenden siebten Rennen auf einen Start. Bei Weltmeisterschaften sicherte er sich 1988 im Tornado mit Nicolas Hénard in Tallinn die Silbermedaille.